# Scirpus maximowiczii
Scirpus maximowiczii är en halvgräsart som beskrevs av Charles Baron Clarke. Scirpus maximowiczii ingår i släktet skogssävssläktet, och familjen halvgräs. Inga underarter finns listade i Catalogue of Life.